# 대구남산초등학교
대구남산초등학교는 대한민국 대구광역시 중구 남산동에 있는 공립 초등학교이다.

## 학교 연혁
- 1935년 6월 15일 대구남산정공립보통학교로 개교
- 1938년 4월 1일 대구남산정공립심상소학교로 개칭[1]
- 1941년 4월 1일 대구남산공립국민학교로 교명 변경[2]
- 1952년 2월 10일 대명국민학교(20명) 분리
- 1954년 4월 20일 내당국민학교(199명) 분리
- 1996년 3월 1일 대구남산초등학교로 교명 변경[3]
- 1997년 11월 27일 동부교육청 발명교실 개관
- 2012년 2월 19일 운동장 인조잔디 경기장 개장
- 2012년 10월 26일 다목적 강당(체육관) 《남산마루》 개관
- 2017년 7월 31일 창의융합형 과학실 구축(환경개선공사)
- 2018년 2월 22일 학교 무선랜 구축 (일반 교실 및 특별교실 총12실)
- 2018년 2월 28일 유도장 설치(국제경기규격 매트)
- 2019년 8월 31일 운동장 급수대 설치, 천정형 냉난방기 교체[4], 교육환경개선 사업[5]
- 2020년 1월 21일 교육환경개선사업[6]
- 2020년 2월 13일 제83회 졸업식(144명, 총 졸업생 38147명)
- 2020년 3월 1일 38학급 편성, 재적 880명 (일반:37, 특수:1)
- 2020년 3월 1일 제31대 장영숙 교장 부임
- 2021년 1월 15일 제84회 졸업 (144명) (졸업생 총 수 38,147명)
- 2021년 2월 28일 교육환경개선사업(4개교실 리모델링, 남관3층 석면천정교체, 본관교실 도색사업 14개교실 후로링 교체))
- 2021년 3월 1일 40(1)학급 편성, 재적 919명 (일반 : 39, 특수: 1)

## 지정 문화재
남산초등학교 강당은 일제강점기에 지어진 건물이다. 2003년 4월 30일 대구광역시의 유형문화재 제44호로 지정되었다.

## 학교 상징
- 교화(校花) - 장미(1982년 지정) : 고상한 품위와 끈기를 나타내며 늘 푸르고 단결과 협동으로 꾸준히 노력하는 힘의 상징
- 교목(校木) - 배롱나무(2016년 지정) : 나무껍질 없이 매끈한 줄기가 청렴결백한 선비를 상징하는 나무로서, 배롱나무꽃(백일홍)은 정열·젊음·영원·무궁·협동과 풍요를 나타냄

## 참고 자료
- 대구남산초등학교 - 한국교육학술정보원 학교알리미